# 松永駅

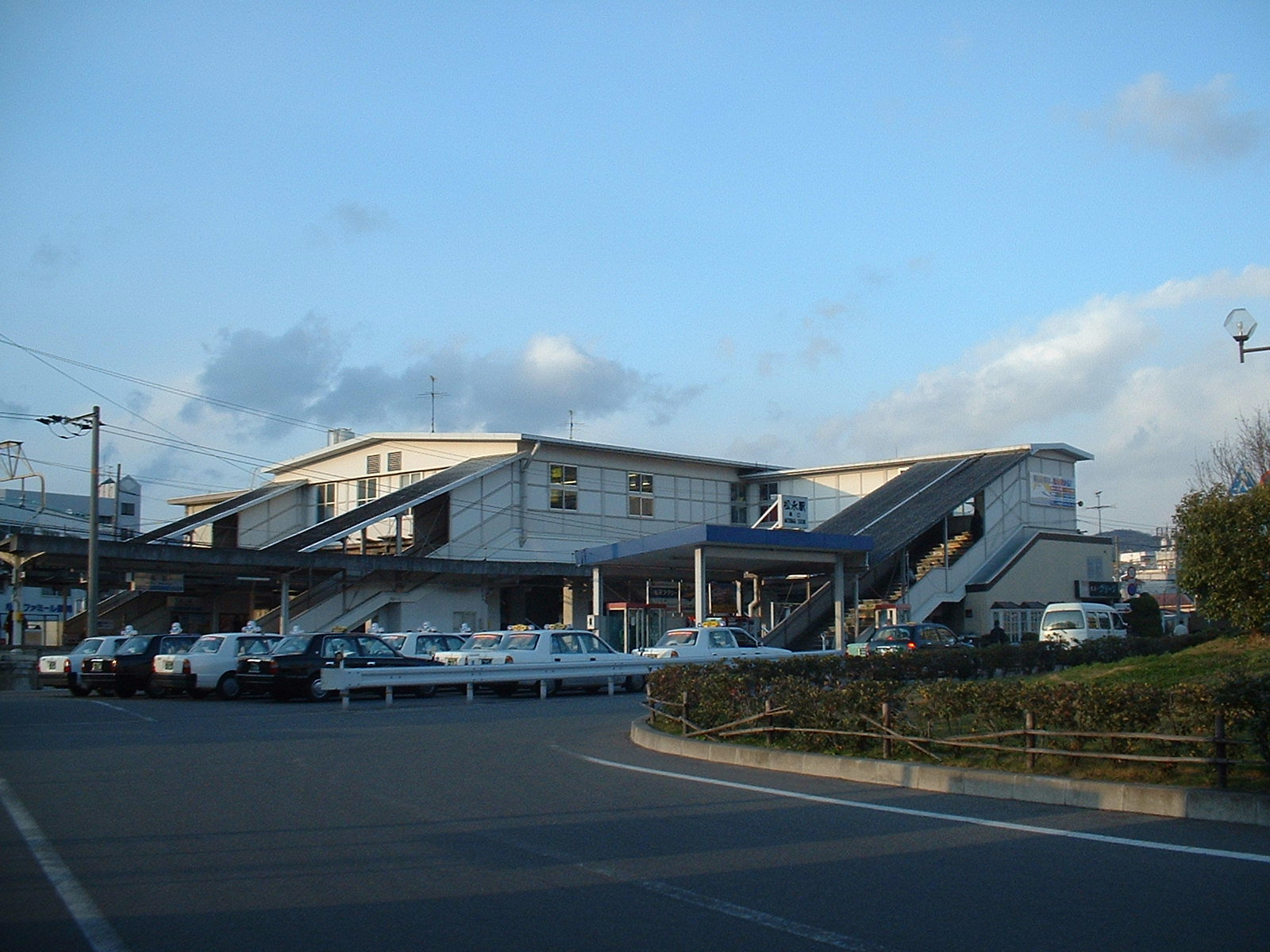
南口（2006年3月）

松永駅（まつながえき）は、広島県福山市松永町にある、西日本旅客鉄道（JR西日本）山陽本線の駅である。駅番号はJR-X16。
旧・松永市の中心駅である。

## 歴史
- 1891年（明治24年）11月3日：山陽鉄道 福山駅 - 尾道駅間開通時に開設[1]。旅客・貨物取扱開始[1]。
  - 当時の所在地表示は広島県沼隈郡松永村であった。
- 1893年（明治26年）4月21日：広島寄りに300m移設[1]。
- 1906年（明治39年）12月1日：山陽鉄道国有化[1]、官設鉄道の駅となる。
- 1909年（明治42年）10月12日：線路名称制定、山陽本線所属となる。
- 1968年（昭和43年）3月：橋上駅舎に改築。
- 1971年（昭和46年）8月15日：貨物取扱廃止[1]。
- 1985年（昭和60年）2月1日：荷物扱い廃止[1]。
- 1986年（昭和61年）4月1日：みどりの窓口営業開始[3]。
- 1987年（昭和62年）4月1日：国鉄分割民営化に伴い、西日本旅客鉄道（JR西日本）の駅となる[1]。
- 2007年（平成19年）9月1日：ICカード「ICOCA」が利用可能となる。
- 2011年（平成23年）3月15日：コンコースとホームを結ぶエレベーターの使用開始[4]。
- 2016年（平成28年）：CTC化に伴い、改札口とホームに新設されたLED式発車標使用開始[5]。
- 2020年（令和2年）9月：駅ナンバリング導入、使用開始[6][7]。
- 2022年（令和4年）
  - 2月3日：この日限りでみどりの窓口営業終了[8][9]。
  - 2月4日：みどりの券売機プラス導入[8][9]。

## 駅構造
単式ホーム1面1線と島式ホーム1面2線、計2面3線を有する地上駅。鉄筋コンクリート製橋上駅舎を備える。2・3番線が島式ホーム。単式ホーム東側切欠き部に側線設備を備える。
直営駅で、みどりの券売機プラスが設置されている。ICOCA利用可能駅（相互利用可能ICカードはICOCAの項を参照）。

### のりば
| のりば | 路線             | 方向             | 行先             | 備考                 |
| ------ | ---------------- | ---------------- | ---------------- | -------------------- |
| 1      | 山陽本線         | 上り             | 福山・岡山方面   |                      |
| 2      | （臨時用ホーム） | （臨時用ホーム） | （臨時用ホーム） | （臨時用ホーム）     |
| 3      | 山陽本線         | 下り             | 三原・広島方面   | 広島方面は糸崎で乗換 |

付記事項
- 上り本線は1番のりば、下り本線は3番のりばである。
- 下り副本線である2番のりばは通常使用されないが、事故やトラブル、大雨・落雷等によるダイヤ乱れの場合に使用される時がある。

## 利用状況
「広島県統計年鑑」によると、近年の1日平均乗車人員の推移は以下の通り。
| 年度                | 1日平均 乗車人員 |
| ------------------- | ---------------- |
| 1987年（昭和62年）  | 6,450            |
| 1988年（昭和63年）  | 6,624            |
| 1989年（平成 元年） | 6,692            |
| 1990年（平成02年）  | 6,858            |
| 1991年（平成03年）  | 6,952            |
| 1992年（平成04年）  | 7,153            |
| 1993年（平成05年）  | 7,275            |
| 1994年（平成06年）  | 7,141            |
| 1995年（平成07年）  | 7,185            |
| 1996年（平成08年）  | 7,088            |
| 1997年（平成09年）  | 6,698            |
| 1998年（平成10年）  | 6,358            |
| 1999年（平成11年）  | 5,885            |
| 2000年（平成12年）  | 5,538            |
| 2001年（平成13年）  | 5,263            |
| 2002年（平成14年）  | 5,080            |
| 2003年（平成15年）  | 4,966            |
| 2004年（平成16年）  | 4,923            |
| 2005年（平成17年）  | 4,787            |
| 2006年（平成18年）  | 4,806            |
| 2007年（平成19年）  | 4,678            |
| 2008年（平成20年）  | 4,589            |
| 2009年（平成21年）  | 4,455            |
| 2010年（平成22年）  | 4,459            |
| 2011年（平成23年）  | 4,475            |
| 2012年（平成24年）  | 4,513            |
| 2013年（平成25年）  | 4,626            |
| 2014年（平成26年）  | 4,485            |
| 2015年（平成27年）  | 4,548            |
| 2016年（平成28年）  | 4,690            |
| 2017年（平成29年）  | 4,787            |
| 2018年（平成30年）  | 4,677            |
| 2019年（令和 元年） | 4,801            |
| 2020年（令和02年）  | 3,603            |
| 2021年（令和03年）  | 3,495            |
| 2022年（令和04年）  | 3,829            |

## 駅周辺
北口
- 福山西警察署駅前交番
- 福山大学
- 広島県立松永高等学校[注 2]
- 福山西警察署
- 松永宮前郵便局
- 中国銀行松永支店
- 広島銀行松永支店
- 広島県信用組合 松永支店
- ニチエーサンライズ店
- 鴎州塾松永校

南口
- 中国運輸局広島運輸支局福山自動車検査登録事務所
- 軽自動車検査協会広島主管事務所福山支所
- 福山市西部市民センター
- 福山市松永図書館
- 福山市松永支所
- 福山市松永健康スポーツセンター
- 日本はきもの博物館（あしあとスクエア）
- 日本郷土玩具博物館
- 松永郵便局
- JA福山市松永支店
- ハローズ南松永店
- ホテル長和島（ビジネスホテル）
- シティホテル松永（ビジネスホテル）
- ビジネスホテル大善（ビジネスホテル）

## バス路線
当駅周辺はバス停留所が複数あるので注意が必要。
なお、当駅最寄りの福山大学への便は無く、福山駅からの直行便となる。
福山松永
北口から約40m北の教文ゼミナール松永駅前教室前にあり、オー・ティー・ビーの都市間高速バスが発着する。
- オリオンバス：新宿南口（バスタ新宿）・東京駅鍛冶橋駐車場 ※夜行便

松永駅北口
当駅北口から約30m東にあり、本郷・小原地区乗合タクシーが発着する。
- 本郷・小原地区乗合タクシー
  - HO 大西谷 - 平日・土曜のみ運行

松永駅南口
当駅南口ロータリーにあり、鞆鉄道（トモテツバス）とおのみちバスの一般路線バスが発着する。
- ■トモテツ・■おのみち
  - 7・9 沼南線・松永尾道工業団地線：松永
  - 90 松永尾道工業団地線：尾道工業団地
- ■トモテツ
  - 76 沼南線：満腰
  - 77-1 沼南線：千年橋
  - 77-2 沼南線：内海農協前
  - 78-1 沼南線：千年橋
  - 79 沼南線：鞆車庫前
  - 98 松永如水館線：如水館前 - 同学校休校日は運休

## 隣の駅
西日本旅客鉄道（JR西日本）
 山陽本線
備後赤坂駅 (JR-X15) - 松永駅 (JR-X16) - 東尾道駅 (JR-X17)